# أمراض الثدي
تصنف أمراض الثدي على أنها اضطرابات في جلد الثدي، أو اضطرابات في الجهاز التناسلي. تعتبر غالبية أمراض الثدي غير سرطانية.

## الأورام

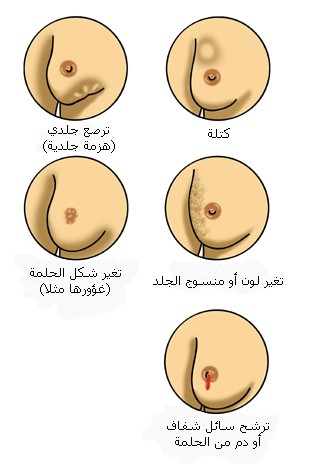
العلامات المبكرة المحذرة من سرطان الثدي

يعرف ورم الثدي على أنه كتلة غير طبيعية من الأنسجة تظهر في الثدي نتيجة الأورام. قد تكون أورام الثدي أورامًا حميدة، كما هو الحال في الورم الغدي الليفي، أو قد تكون أورامًا خبيثة، ويطلق عليها في هذه الحالة سرطان الثدي. وعادةً ما تظهر كلتا الحالتين ككتلة بارزة في الثدي. تمثل الأورام الليفية حوالي 7٪ من أورام الثدي بينما يمثل سرطان الثدي حوالي 10٪منها، بينما يمثل الباقي أمراضًا حميدة، وقد لاتكون حميدةً على الإطلاق.

### الأورام الخبيثة
يعتبر سرطان الثدي هو السبب الأكثر شيوعًا لموت النساء نتيجةً للسرطان في جميع أنحاء العالم. يعتبر فحص الثدي الشخصي وسيلة سهلة ولكن لا يمكن الاعتماد عليها لإيجاد سرطان الثدي. تشمل العوامل التي يبدو أنها تقلل من خطر التشخيص المبكر لسرطان الثدي أو تكرارخ فحوص الثدي العادية من قبل المتخصصين في الرعاية الصحية، تصوير الثدي الشعاعي،فحص الثدي الشخصي، اتباع نظام غذائي صحي، وممارسة الرياضة لتقليل الدهون الزائدة في الجسم.

## التغيرات الليفية في الثدي
تحمل تلك الأمراض أيضًا اسم: مرض الثدي الليفي، التهاب الضرع الكيسي المزمن، اعتلال الخراجات التكيسي، خلل التنسج الثديي.

## الالتهابات والعدوى
قد تكون التهابات الثدي ناجمة عن الصدمة، احتقان الحليبب بالثدي، التحفيز الهرموني، أو بعض أمراض المناعة الذاتية. يتطلب تكرار الالتهابات التي لا علاقة لها بالرضاعة فحص الغدد الصماء.
- التهاب الثدي البكثيري
- التهاب الثدي نتيجةً لاحتقانه بالحليب
- النكاف
- خراج تحت الهالة
- السل
- الزهري
- خراج ما وراء نسيج الثدي
- داء الشعيات
- التهاب الثدي غير النفاسي
- تحفل الثدي

## أمراض الثدي الأخرى
- داء موندور
- داء باجيت في الثدي
- التخريج الحلمي،وثر اللبن
- تكيسات الثدي
- ألم الثدي
- القيلة لبنية